# Морозов, Павел Петрович
Павел Петрович Морозов (1920—1943) — младший лейтенант Рабоче-крестьянской Красной Армии, участник Великой Отечественной войны, Герой Советского Союза (1943), Герой Туркменистана.

## Биография
Павел Морозов родился в 1920 году в Твери. До войны проживал в Ашхабаде, окончил там десять классов школы. В мае 1942 года Морозов был призван на службу в Рабоче-крестьянскую Красную Армию. Окончил Бакинское зенитное артиллерийское училище. С ноября 1942 года — на фронтах Великой Отечественной войны. К сентябрю 1943 года младший лейтенант Павел Морозов командовал огневым взводом 1-й батареи 1181-го зенитно-артиллерийского полка 5-й зенитно-артиллерийской дивизии 7-й гвардейской армии Степного фронта. Отличился во время битвы за Днепр.
29 сентября 1943 года взвод Морозова первым в полку переправился через Днепр. Во время переправы Морозов лично сбил вражеский самолёт. 2 октября 1943 года в бою на плацдарме на западном берегу Днепра, заменив собой погибшего наводчика, Морозов сбил ещё один немецкий самолёт, но и сам погиб. Похоронен в братской могиле в селе Правобережное Верхнеднепровского района Днепропетровской области.
Указом Президиума Верховного Совета СССР от 26 октября 1943 года за «образцовое выполнение боевых заданий командования на фронте борьбы с немецкими захватчиками и проявленные при этом мужество и героизм» младший лейтенант Павел Морозов посмертно был удостоен высокого звания Героя Советского Союза. Также посмертно был награждён орденом Ленина, и посмертно же ему было присвоено звание «Герой Туркменистана».